# Seweryn Michalski
Seweryn Michalski (ur. 12 września 1994 w Bełchatowie) – polski piłkarz występujący na pozycji środkowego obrońcy. Reprezentant Polski do lat 19., 20. i 21.

## Kariera klubowa
Michalski w barwach GKS-u Bełchatów zadebiutował w Ekstraklasie 24 lutego 2013 w meczu przeciwko Wiśle Kraków (0:0). Pierwszego gola w najwyższej kategorii rozgrywek w Polsce zdobył 20 kwietnia 2013 w spotkaniu z Podbeskidziem Bielsko-Biała. W sezonie 2012/2013 wystąpił w lidze 15 razy, strzelając dwie bramki. Ostatecznie jednak jego klub spadł do I ligi. 26 czerwca 2013 Michalski podpisał trzyletni kontrakt z belgijskim KV Mechelen.
Michalski w nowym klubie zadebiutował 10 sierpnia 2013 w meczu 3. kolejki ligi belgijskiej przeciwko Waasland-Beveren. Mecz zakończył się remisem 0:0, a sam zawodnik wszedł na boisko w 64. minucie.
10 lutego 2014 został na pół roku wypożyczony do Jagiellonii Białystok, która zagwarantowała sobie także prawo pierwokupu. Po zakończeniu sezonu opuścił Białystok, a następnie rozwiązał kontrakt z KV Mechelen.
12 grudnia 2014 Michalski wrócił do GKS-u Bełchatów, podpisując kontrakt do czerwca 2015. W lipcu 2015 przedłużył umowę z klubem na kolejny sezon.
2 lipca 2016 został piłkarzem Chrobrego Głogów. Zimą 2018 Michalski podpisał kontrakt z Chojniczanką Chojnice, który zaczął obowiązywać od 1 lipca. 12 sierpnia 2020 ponownie powrócił do GKS-u Bełchatów.
19 stycznia 2021 na oficjalnej stronie internetowej Wieczystej Kraków poinformowano o zawarciu trzyipółletniego kontraktu z zawodnikiem. 27 lipca 2022 rozwiązał kontakt z klubem.
27 sierpnia 2022 podpisał kontrakt z Wartą Sieradz.

## Kariera reprezentacyjna
Michalski w reprezentacji Polski U-19 zadebiutował 24 marca 2013 w wygranym 3:0 meczu z rówieśnikami z Gruzji.

## Życie prywatne
Ma młodszego brata Damiana, który także jest piłkarzem.